# Elatostema serpentinicola
Elatostema serpentinicola är en nässelväxtart som beskrevs av R.S.Beaman och Cellin.. Elatostema serpentinicola ingår i släktet Elatostema och familjen nässelväxter. Inga underarter finns listade i Catalogue of Life.